# 全球核實驗室列表
以下為全世界有在從事核能研究且提供外國學者就學、實習或就業機會的國家級實驗室。

## 亞洲
- 日本原子能開發研究機構（英語：Japan Atomic Energy Agency）

## 美洲
- 美國的愛達荷州國家實驗室（英語：Idaho National Laboratory）
- 美國的阿貢國家實驗室(英語：Argonne National Laboratory)
- 美國的橡樹嶺國家實驗室(英語：Oak Ridge National Laboratory)
- 加拿大核子實驗室（英語：Canadian Nuclear Laboratories）

## 歐洲
- 英國的國家核實驗室（英語：National Nuclear Laboratory）
- 瑞士的保罗谢尔研究所（英語：Paul Scherrer Institute）
- 德國亥姆霍茲德勒斯登羅森多夫研究中心(英語：Helmholtz-Zentrum Dresden-Rossendorf)
- 法國原子能和替代能源委員會(英語：French Alternative Energies and Atomic Energy Commission)
- 挪威的能源科技機構(英語：Institute for Energy Technology)

## 大洋洲
- 澳洲核子科學技術機構(英語：Australian Nuclear Science and Technology Organisation)